# Lee Hsiao-Hung
Lee Hsiao-Hung (11 de febrero de 1979) es una deportista taiwanesa que compitió en judo. Ganó una medalla en los Juegos Asiáticos de 1998 y ocho medallas en el Campeonato Asiático de Judo entre los años 1993 y 2003.

## Palmarés internacional
| Representando a China Taipéi |                              |                   |           |
| Juegos Asiáticos             |                              |                   |           |
| Año                          | Lugar                        | Medalla           | Categoría |
| 1998                         | Bangkok (Tailandia)          | Medalla de plata  | +78 kg    |
| Campeonato Asiático          |                              |                   |           |
| Año                          | Lugar                        | Medalla           | Categoría |
| 1993                         | Macao (Portugal)             | Medalla de bronce | Abierta   |
| 1996                         | Ciudad Ho Chi Minh (Vietnam) | Medalla de plata  | Abierta   |
| 1996                         | Ciudad Ho Chi Minh (Vietnam) | Medalla de bronce | +72 kg    |
| 1997                         | Manila (Filipinas)           | Medalla de bronce | +72 kg    |
| 1997                         | Manila (Filipinas)           | Medalla de bronce | Abierta   |
| 1999                         | Wenzhou (China)              | Medalla de bronce | +78 kg    |
| 2000                         | Osaka (Japón)                | Medalla de bronce | Abierta   |
| 2003                         | Jeju (Corea del Sur)         | Medalla de bronce | Abierta   |